# Марк Сіммонс
Марк Сіммонс (англ. Mark Simmons; 23 травня 1974, Торонто) — канадський боксер, призер Панамериканських ігор.

## Аматорська кар'єра
На чемпіонаті світу 1997 здобув дві перемоги, а у чвертьфіналі програв Феліксу Савону (Куба).
1998 року на Іграх Співдружності, здобувши дві перемоги, виграв золоту медаль.
1999 року завоював срібну медаль на Панамериканських іграх, здобувши дві перемоги і програвши у фіналі Одланьєру Соліс (Куба).
На Олімпійських іграх 2000 в 1/8 фіналу переміг Рухолла Хусейні (Іран), а у чвертьфіналі програв Себастьяну Кеберу (Німеччина).

## Після завершення виступів
Сіммонс знімався у кількох фільмах. 2011 року приєднався до Атлетичної комісії Онтаріо професійним рефері з боксу.